# 武庫之荘駅
武庫之荘駅（むこのそうえき）は、兵庫県尼崎市武庫之荘一丁目にある、阪急電鉄神戸本線の駅。駅番号はHK-07。

## 歴史
開業当初、駅名は仮名交じりで「武庫ノ荘」と表記されていたが、阪急電鉄創始者の小林一三が「漢字と仮名を混用するのはよくない」と意見したため、のちにすべて漢字を用いて「武庫之荘」と表記されるようになった。

### 年表
- 1937年（昭和12年）10月20日：阪神急行電鉄（現在の阪急電鉄）神戸本線の塚口駅 - 西宮北口駅間に新設開業[3]。
- 1970年（昭和45年）4月：武庫之荘南部土地区画整理事業にあわせ駅南改札口開設。
- 1982年（昭和57年）2月8日：ダイヤ改正で平日の朝ラッシュ時に当駅始発の普通梅田行きが1本設定される[注 1]。
- 1995年（平成7年）6月12日：ダイヤ改正で平日の朝ラッシュ時の梅田方面のみ通勤急行停車駅となる。
- 2001年（平成13年）3月10日：ダイヤ改正で平日の夕ラッシュ時の三宮方面行きも通勤急行停車駅となる。
- 2011年（平成23年）
  - 4月1日：のりば番号が設定される。
  - 4月2日：バリアフリー化工事が竣工。上下線ホーム間を連絡する跨線橋と、跨線橋上部とホームを連絡する構内エレベーター（上下線各1基）を新設。下り線ホームにオストメイト対応多機能トイレを新設。南改札口に構外エレベーターを新設。
- 2013年（平成25年）12月21日：駅ナンバリング(HK-07)が導入される[4][5]。
- 2025年（令和7年）2月22日：ダイヤ改正により通勤急行が快速に改称され、その停車駅となる[6]。

## 駅構造
相対式ホーム2面2線を有する地上駅。分岐器や絶対信号機を持たないため、停留所に分類される。元々待避線の設置を考慮した駅構造で、駅敷地やホームの端部にその名残があるが、待避線を設置したことはない。
ホームの有効長は10両であるが、現在10両の列車は当駅に停車しないため、ホームの大阪側末端部には立入禁止の柵が設置されている。2016年(平成28年)3月19日のダイヤ改正以前は、西宮北口-梅田間において10両編成の通勤急行が運行されていた。
駅舎は神戸三宮寄りに設けられており、下り線側が南口、上り線側が北口となる。どちらも地上駅舎で各ホーム間は地下道およびエレベーター併設の跨線橋により連絡している。なお、改札外にも尼崎市が管理する地下自由通路と有料駐輪場が設けられている。
トイレは北改札口内と下り線ホーム神戸三宮寄りに設置され、多機能トイレを併設する。
南口ホーム下り線側には桜の木の並木が植えられている。

### のりば
| 号線 | 路線      | 方向 | 行先                   |
| ---- | --------- | ---- | ---------------------- |
| 1    | ■神戸本線 | 下り | 神戸三宮・西宮北口方面 |
| 2    | ■神戸本線 | 上り | 大阪梅田・十三方面     |

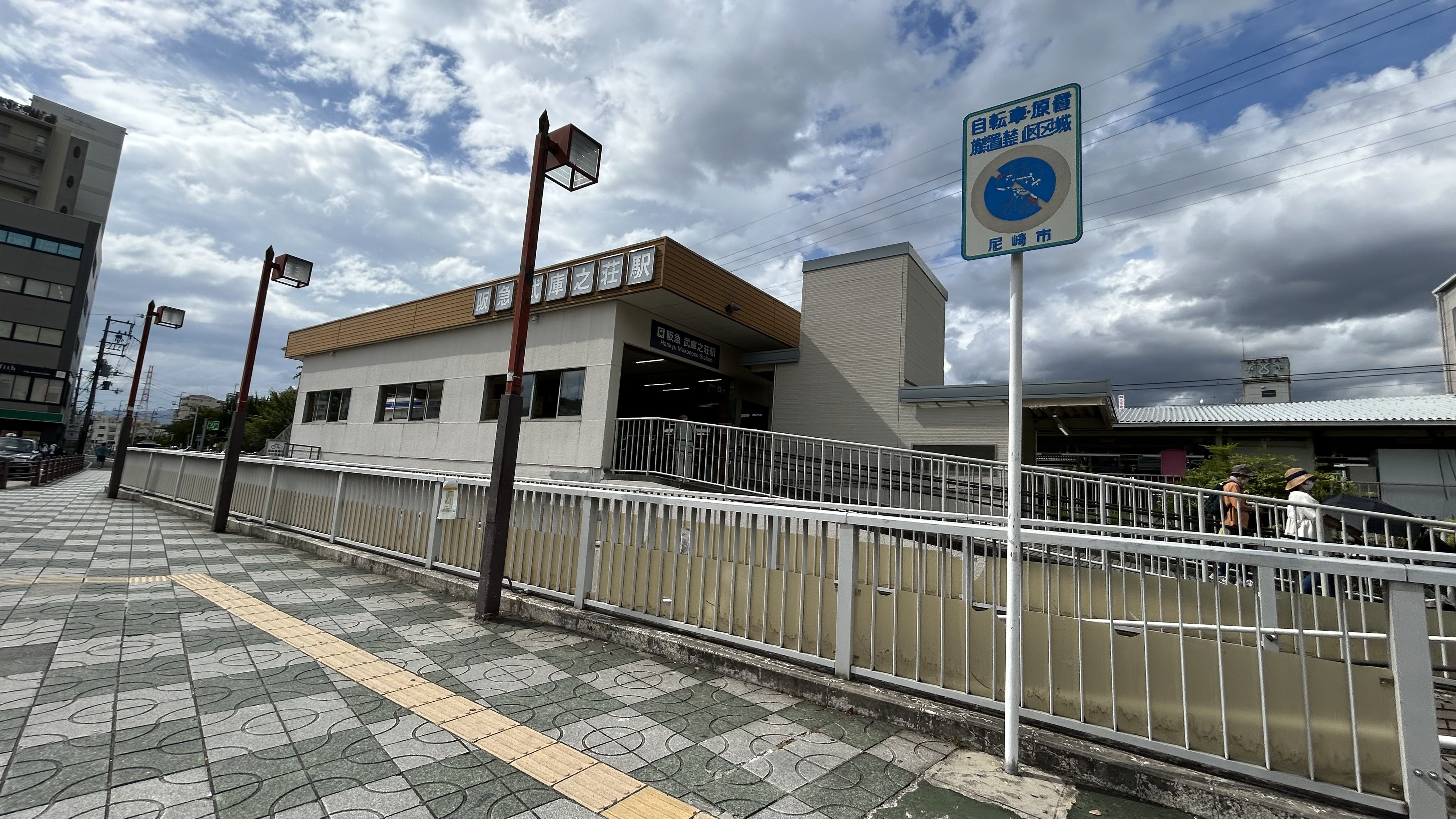
南口
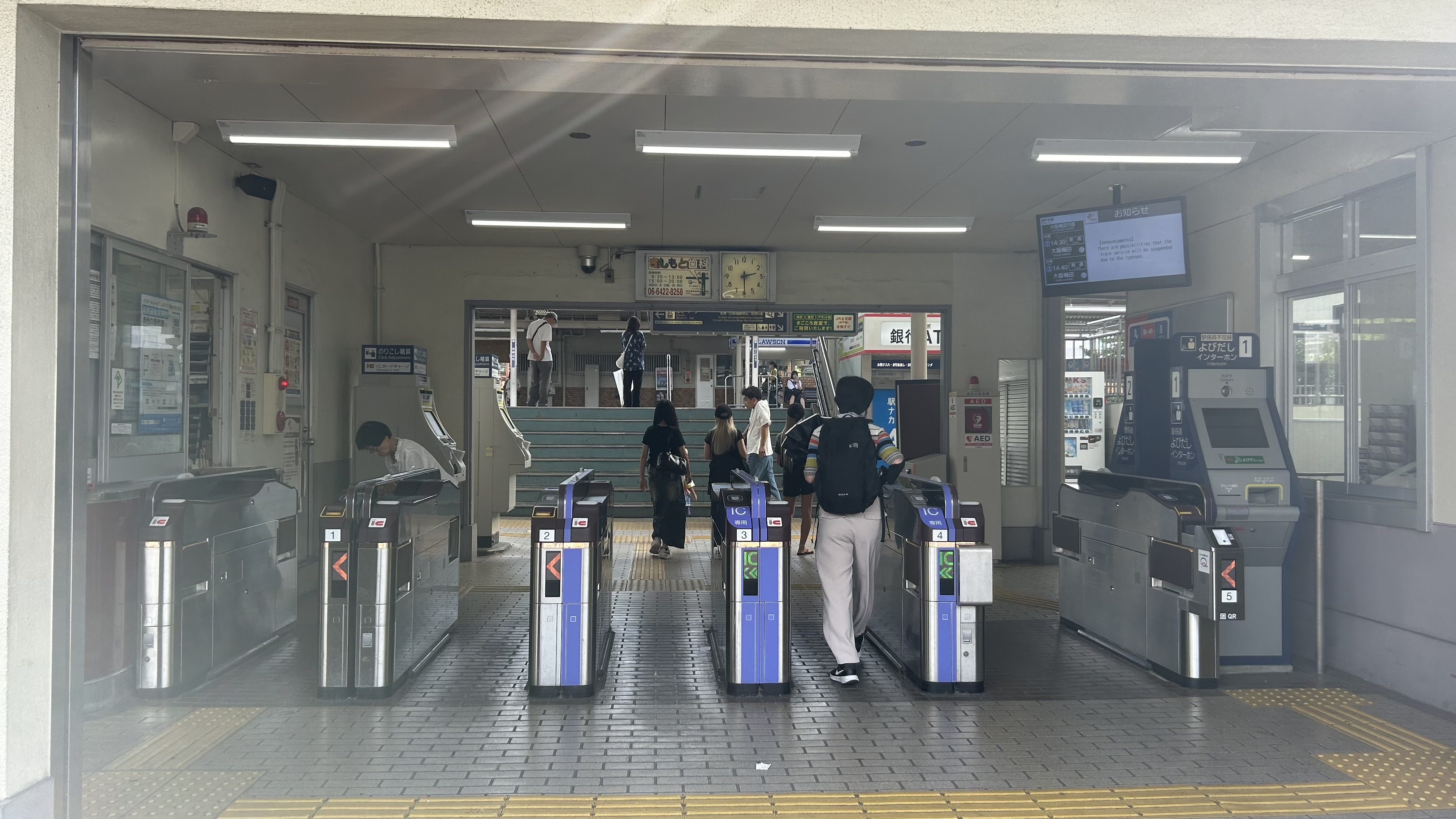
北改札口
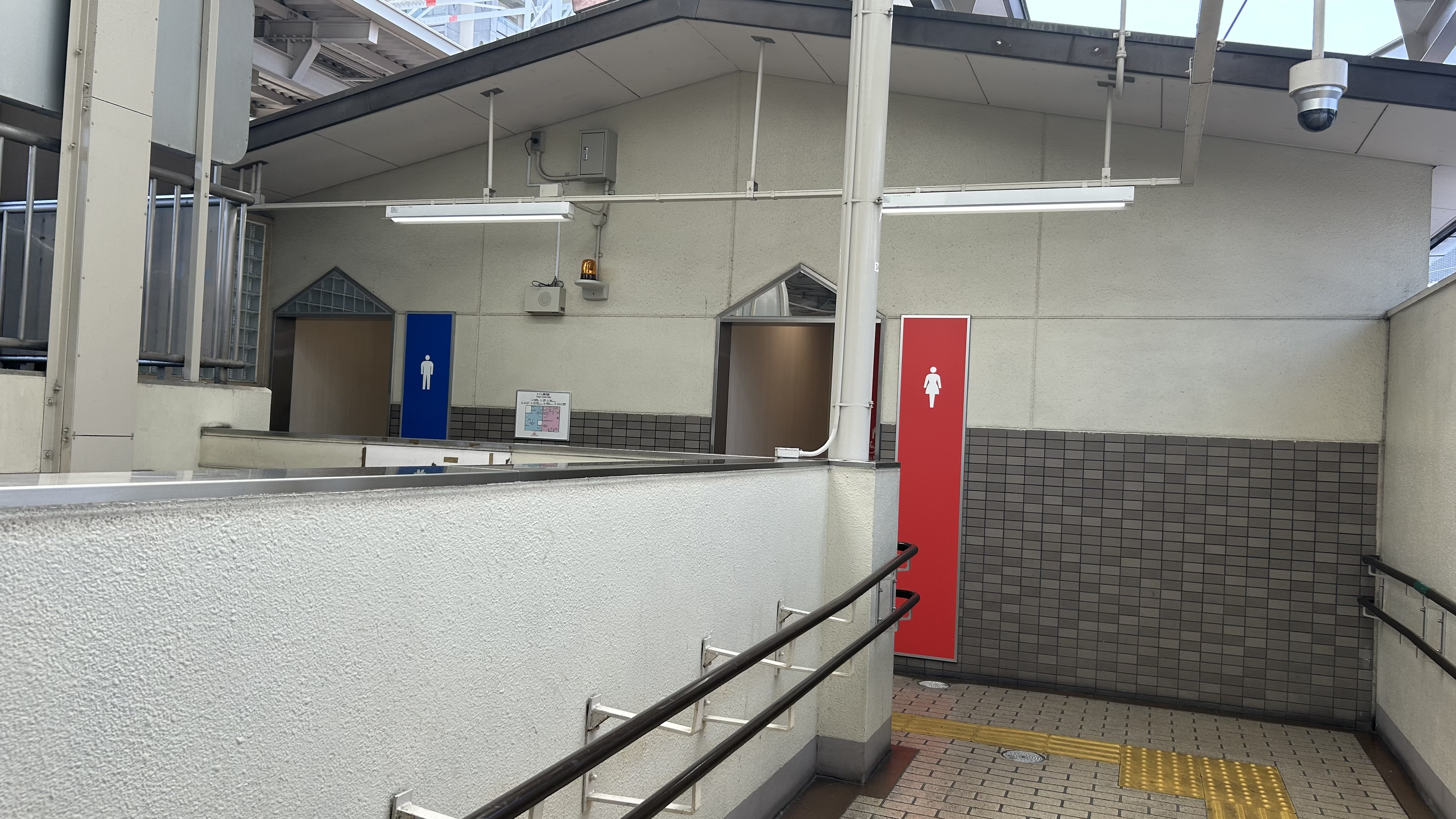
北改札内トイレ
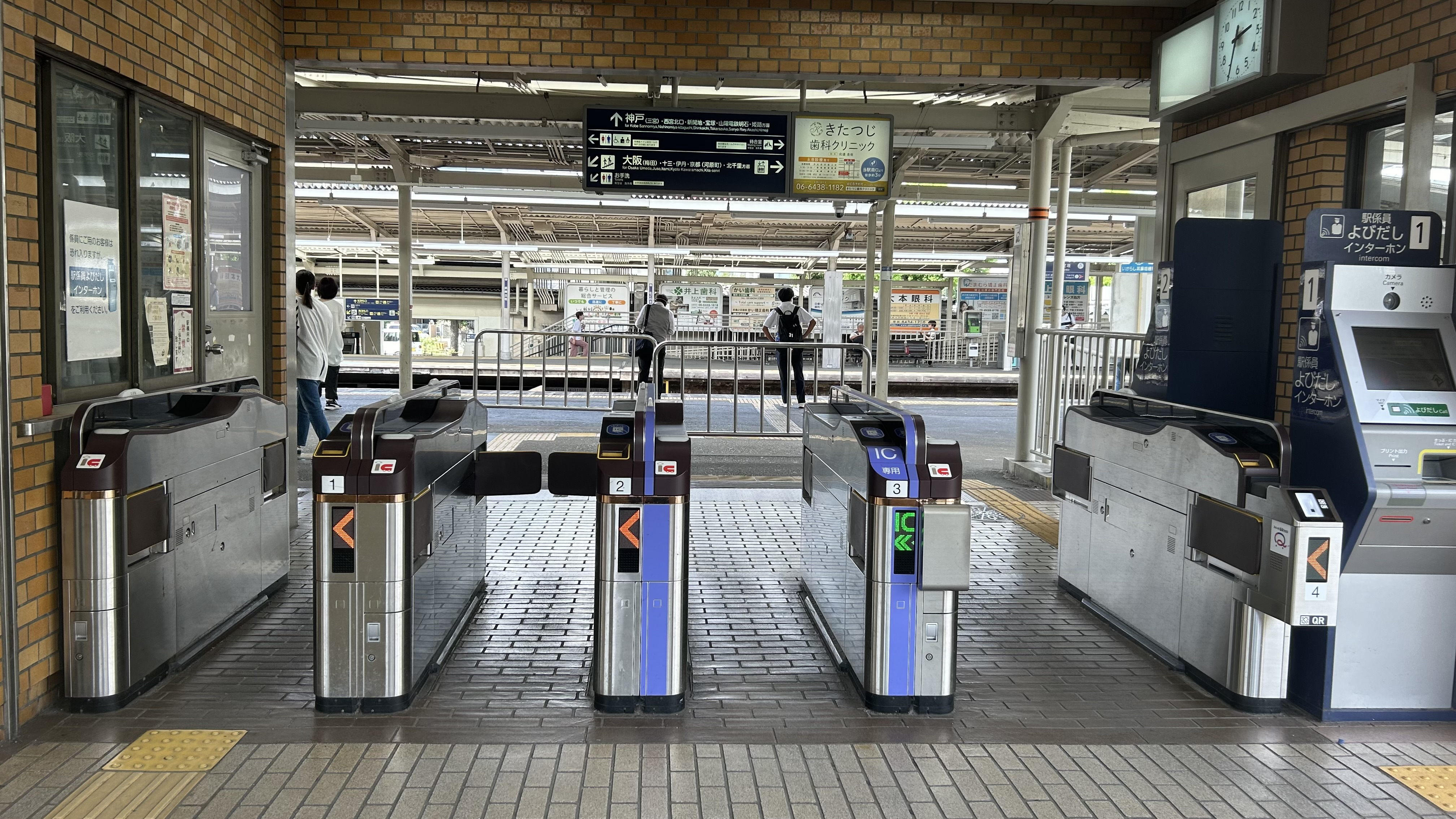
南改札口
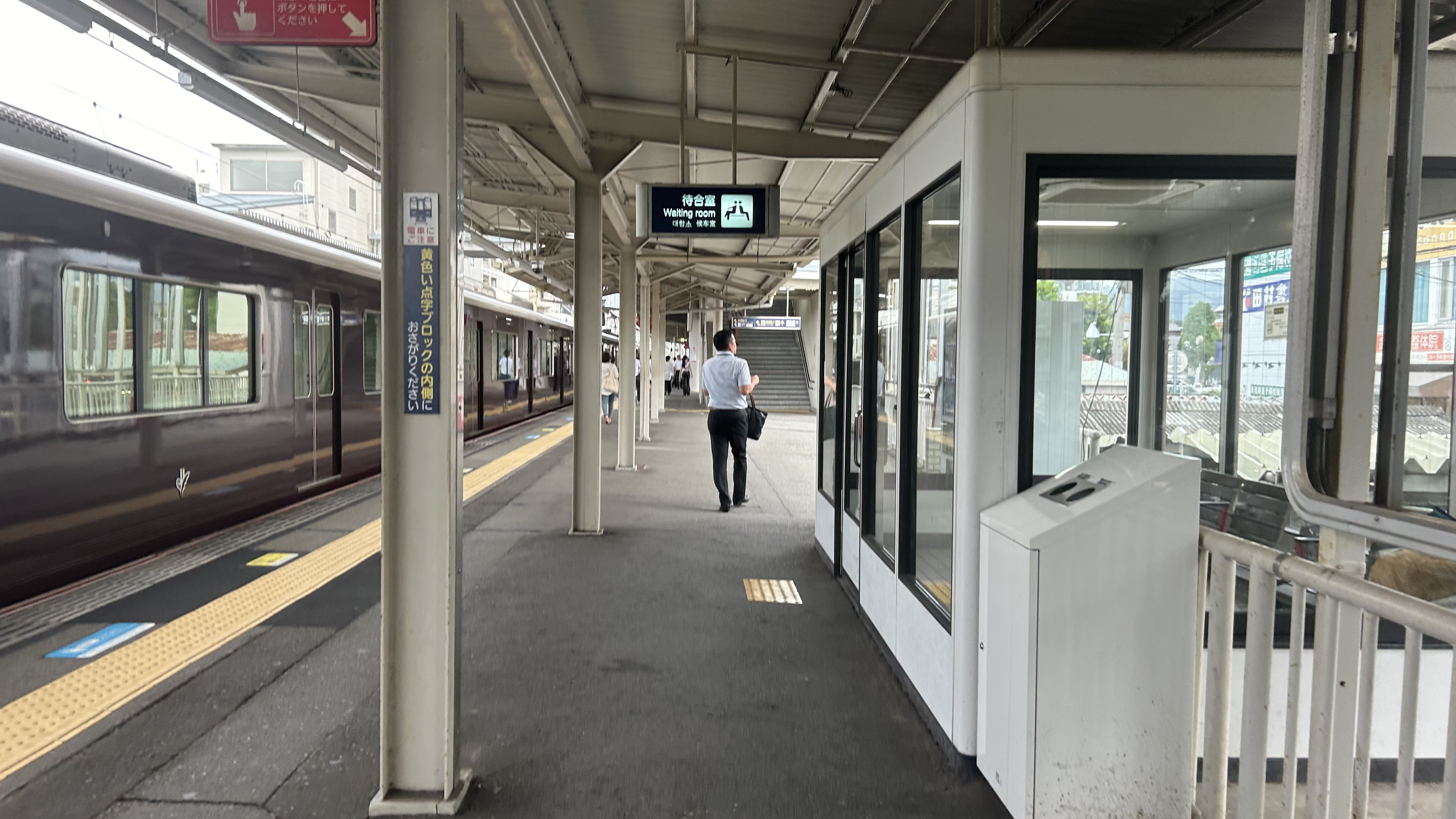
大阪梅田方面ホーム
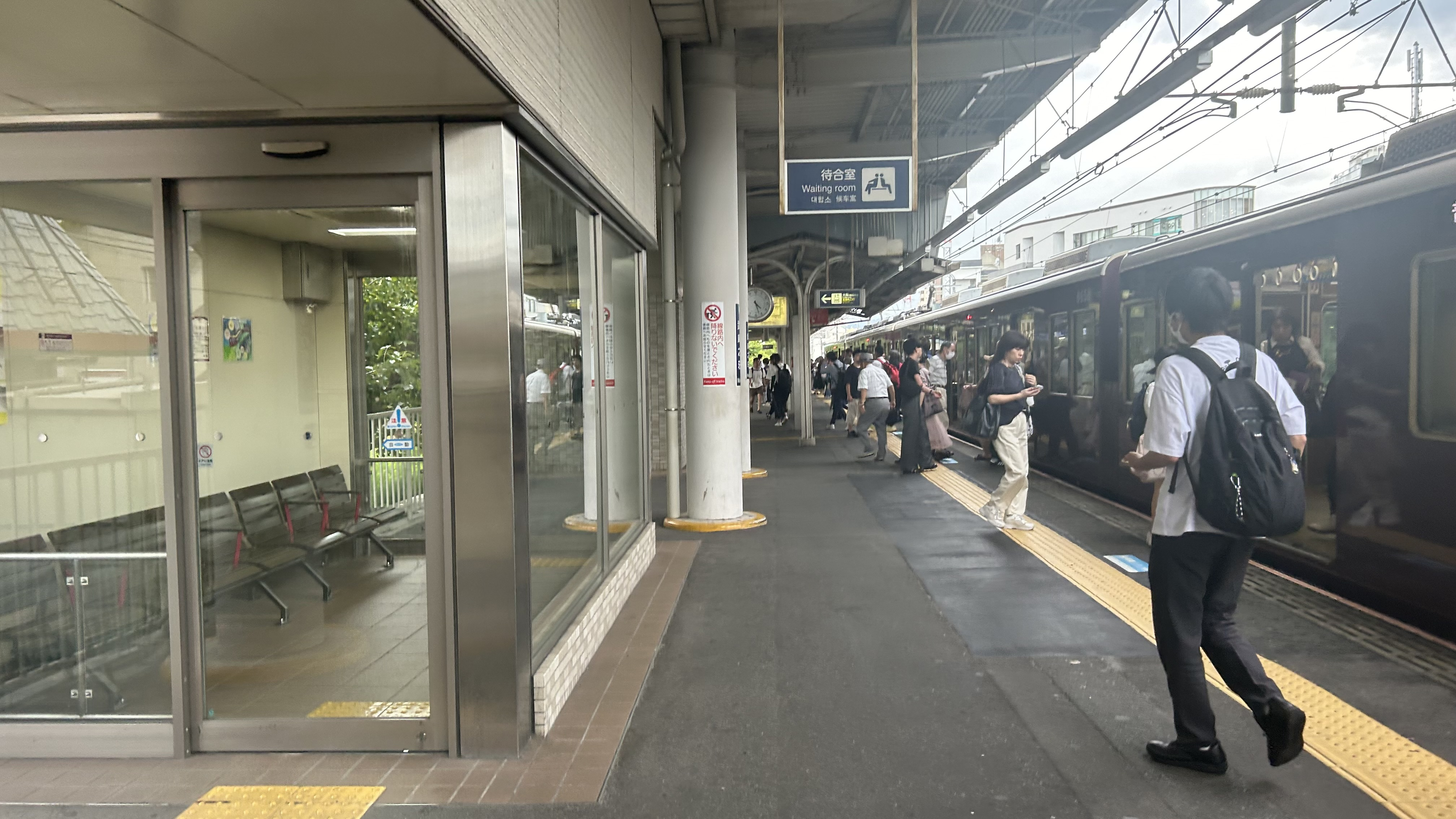
神戸三宮方面ホーム
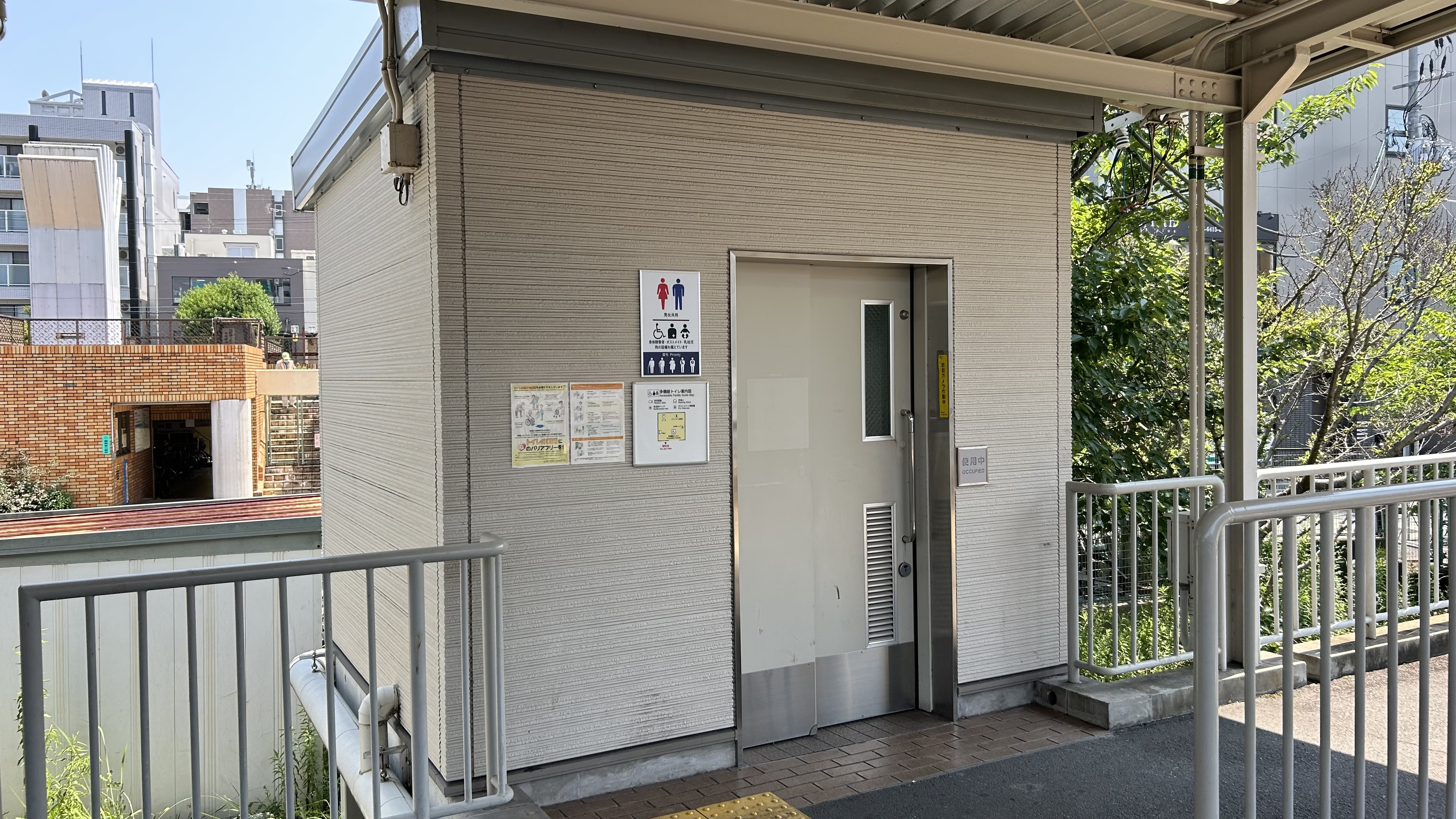
神戸方面ホームトイレ
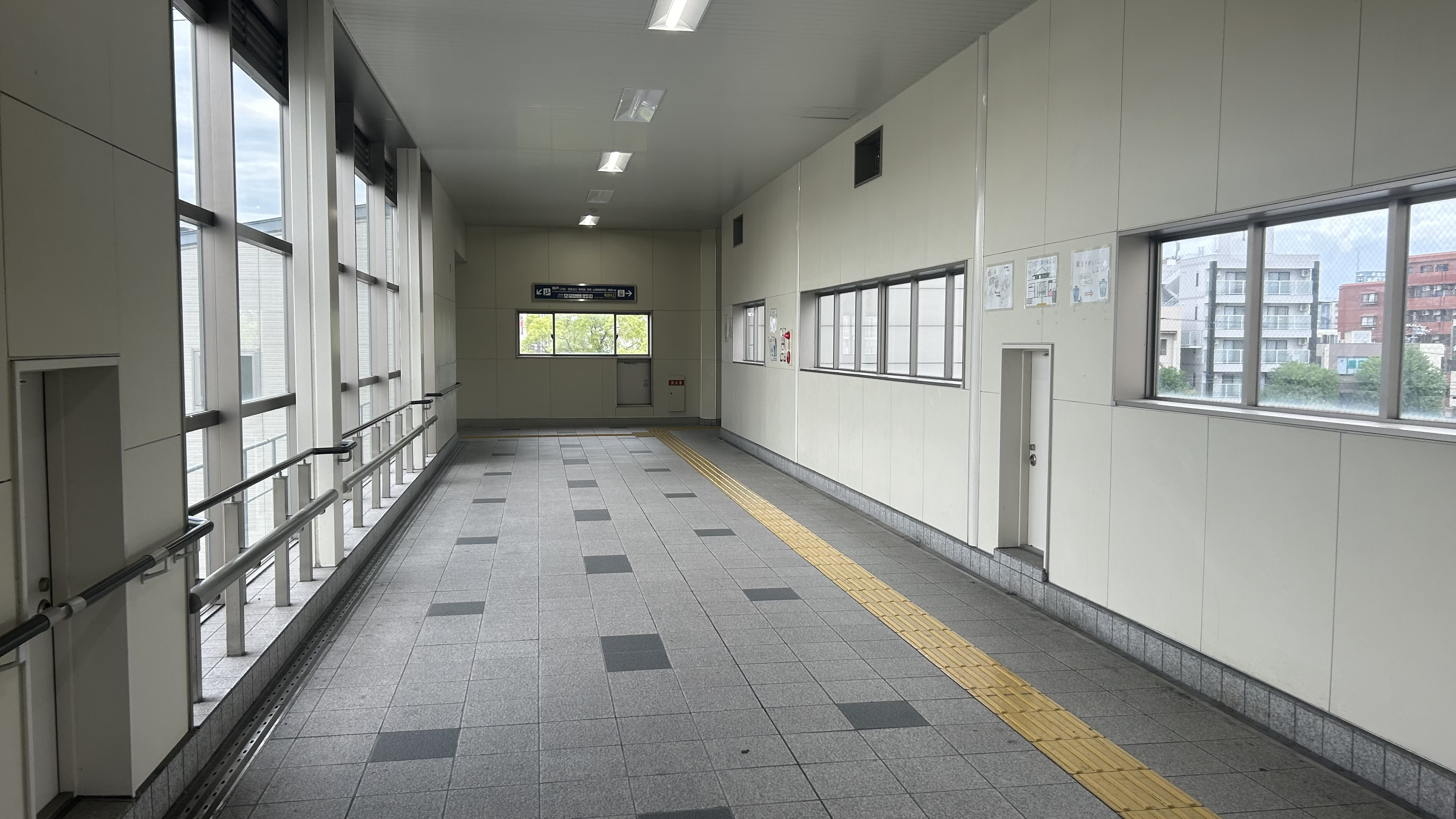
地上連絡通路
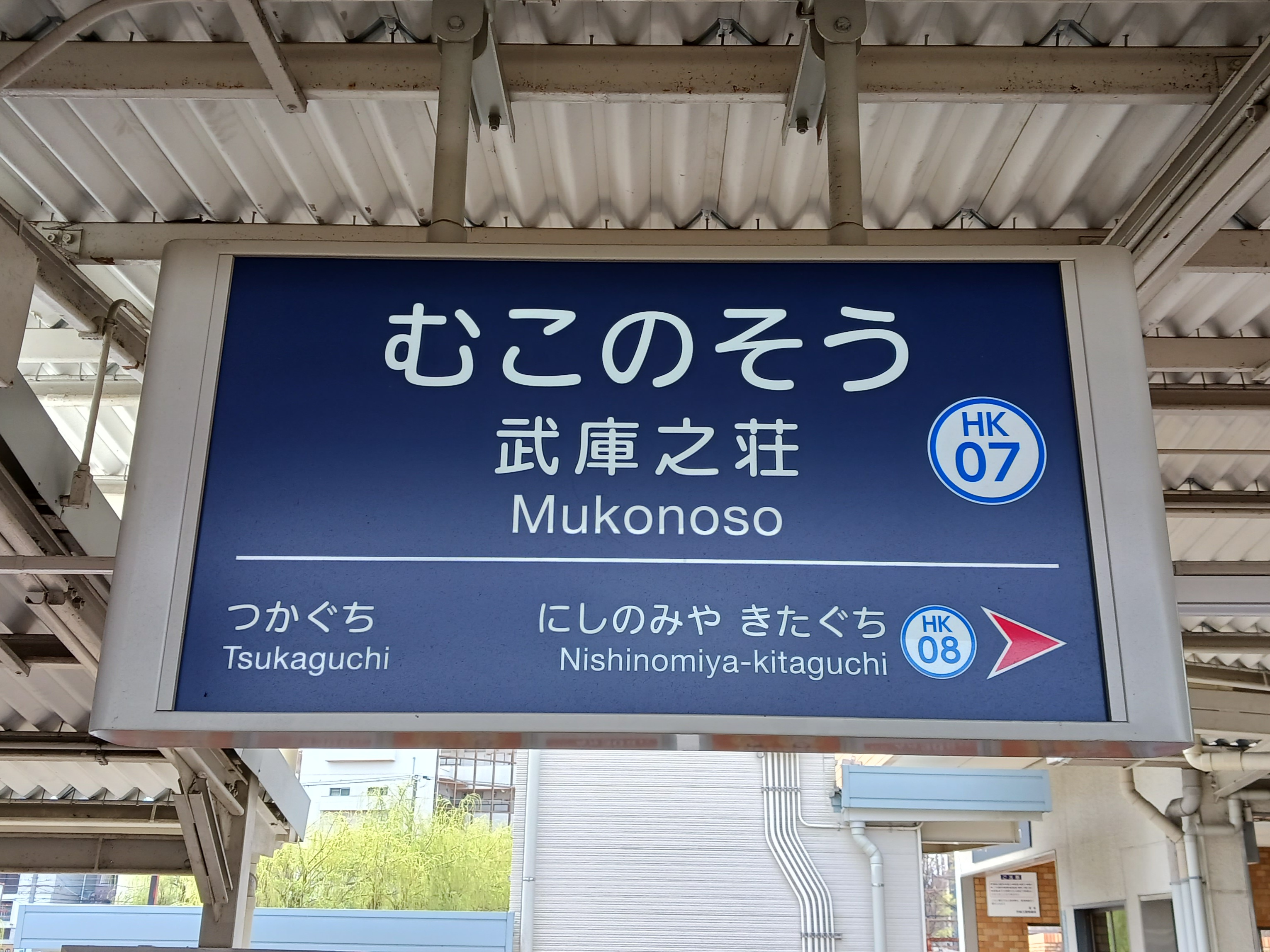
駅名標

- 優等列車は快速が停車する。大阪梅田方面の快速は途中十三のみに停車。神戸三宮方面の快速は武庫之荘駅から先は各駅停車である。また平日の朝ラッシュ時には当駅始発の普通大阪梅田行きが1本設定されている。
- 日中は、上下とも毎時6本が発車する。

## 利用状況
2023年（令和5年）の通年平均乗降人員は45,114人である。阪急電鉄では大阪梅田駅・神戸三宮駅・西宮北口駅・烏丸駅・京都河原町駅・十三駅・高槻市駅・茨木市駅に次いで第9位。阪急電鉄の特急通過駅では最多。
当駅から北側の地域は、約7km離れた宝塚市内にあるJR福知山線中山寺駅までの間が鉄道空白地帯となっているため駅勢圏が比較的広く、尼崎市内のみならず隣接する伊丹市南西部からの利用客も多い。

### 阪急電鉄HPより
各年次の乗降人員の推移は下表の通り。2015年までは平日限定、2016年以降は通年平均となっている。
| /        | 年次               | 乗車人員 | 降車人員 | 乗降人員 | 増減率 | 順位 | 出典        |
| -------- | ------------------ | -------- | -------- | -------- | ------ | ---- | ----------- |
| 平日限定 | 2007年（平成19年） | 27,117   | 26,516   | 53,633   |        | 11位 | [ 阪急 1 ]  |
| 平日限定 | 2008年（平成20年） | 27,427   | 26,793   | 54,220   | 1.1%   | 11位 | [ 阪急 2 ]  |
| 平日限定 | 2009年（平成21年） | 27,025   | 26,479   | 53,504   | -1.3%  | 10位 | [ 阪急 3 ]  |
| 平日限定 | 2010年（平成22年） | 27,008   | 26,474   | 53,482   | -0.0%  | 10位 | [ 阪急 4 ]  |
| 平日限定 | 2011年（平成23年） | 26,839   | 26,371   | 53,210   | -0.5%  | 10位 | [ 阪急 5 ]  |
| 平日限定 | 2012年（平成24年） | 26,979   | 26,531   | 53,510   | 0.6%   | 9位  | [ 阪急 6 ]  |
| 平日限定 | 2013年（平成25年） | 27,134   | 26,671   | 53,805   | 0.6%   | 9位  | [ 阪急 7 ]  |
| 平日限定 | 2014年（平成26年） | 27,115   | 26,682   | 53,797   | -0.0%  | 9位  | [ 阪急 8 ]  |
| 平日限定 | 2015年（平成27年） | 26,989   | 26,612   | 53,601   | -0.4%  | 9位  | [ 阪急 9 ]  |
| 通年平均 | 2016年（平成28年） | 24,358   | 24,093   | 48,451   |        | 9位  | [ 阪急 10 ] |
| 通年平均 | 2017年（平成29年） |          |          | 48,733   | 0.6%   | 9位  | [ 阪急 11 ] |
| 通年平均 | 2018年（平成30年） |          |          | 48,895   | 0.3%   | 9位  | [ 阪急 12 ] |
| 通年平均 | 2019年（令和元年） |          |          | 49,963   | 2.2%   | 9位  | [ 阪急 13 ] |
| 通年平均 | 2020年（令和02年） |          |          | 38,900   | -22.1% | 9位  | [ 阪急 14 ] |
| 通年平均 | 2021年（令和03年） |          |          | 39,375   | 1.2%   | 9位  | [ 阪急 15 ] |
| 通年平均 | 2022年（令和04年） |          |          | 42,433   | 7.8%   | 9位  | [ 阪急 16 ] |
| 通年平均 | 2023年（令和05年） |          |          | 45,114   | 6.3%   | 9位  |             |

### 尼崎市統計書より
「尼崎市統計書」に記載されているデータは、阪急電鉄HPと同様に年次別の利用状況だが、あちらとは数値が大幅に異なる。
市の統計書によると、近年の平均利用状況は下表の通り。
| 年次               | 乗車人員 | 降車人員 | 乗降人員 | 出典          |
| ------------------ | -------- | -------- | -------- | ------------- |
| 2006年（平成18年） | 28,916   | 28,707   | 57,623   | [ 尼崎市 1 ]  |
| 2007年（平成19年） | 28,824   | 28,377   | 57,201   | [ 尼崎市 1 ]  |
| 2008年（平成20年） | 28,806   | 30,521   | 59,327   | [ 尼崎市 1 ]  |
| 2009年（平成21年） | 28,986   | 29,178   | 58,164   | [ 尼崎市 1 ]  |
| 2010年（平成22年） | 28,993   | 28,541   | 57,534   | [ 尼崎市 1 ]  |
| 2011年（平成23年） | 29,384   | 28,862   | 58,246   | [ 尼崎市 2 ]  |
| 2012年（平成24年） | 29,661   | 29,009   | 58,670   | [ 尼崎市 3 ]  |
| 2013年（平成25年） | 29,809   | 29,068   | 58,877   | [ 尼崎市 4 ]  |
| 2014年（平成26年） | 30,447   | 29,578   | 60,025   | [ 尼崎市 5 ]  |
| 2015年（平成27年） | 30,593   | 29,590   | 60,183   | [ 尼崎市 6 ]  |
| 2016年（平成28年） | 29,951   | 29,144   | 59,095   | [ 尼崎市 7 ]  |
| 2017年（平成29年） | 30,047   | 29,316   | 59,363   | [ 尼崎市 8 ]  |
| 2018年（平成30年） | 30,133   | 29,517   | 59,650   | [ 尼崎市 9 ]  |
| 2019年（令和元年） | 31,125   | 30,455   | 61,580   | [ 尼崎市 10 ] |
| 2020年（令和02年） | 24,488   | 23,780   | 48,268   | [ 尼崎市 11 ] |
| 2021年（令和03年） | 25,214   | 24,354   | 49,568   | [ 尼崎市 12 ] |
| 2022年（令和04年） | 27,588   | 26,571   | 54,159   | [ 尼崎市 13 ] |

## 駅周辺

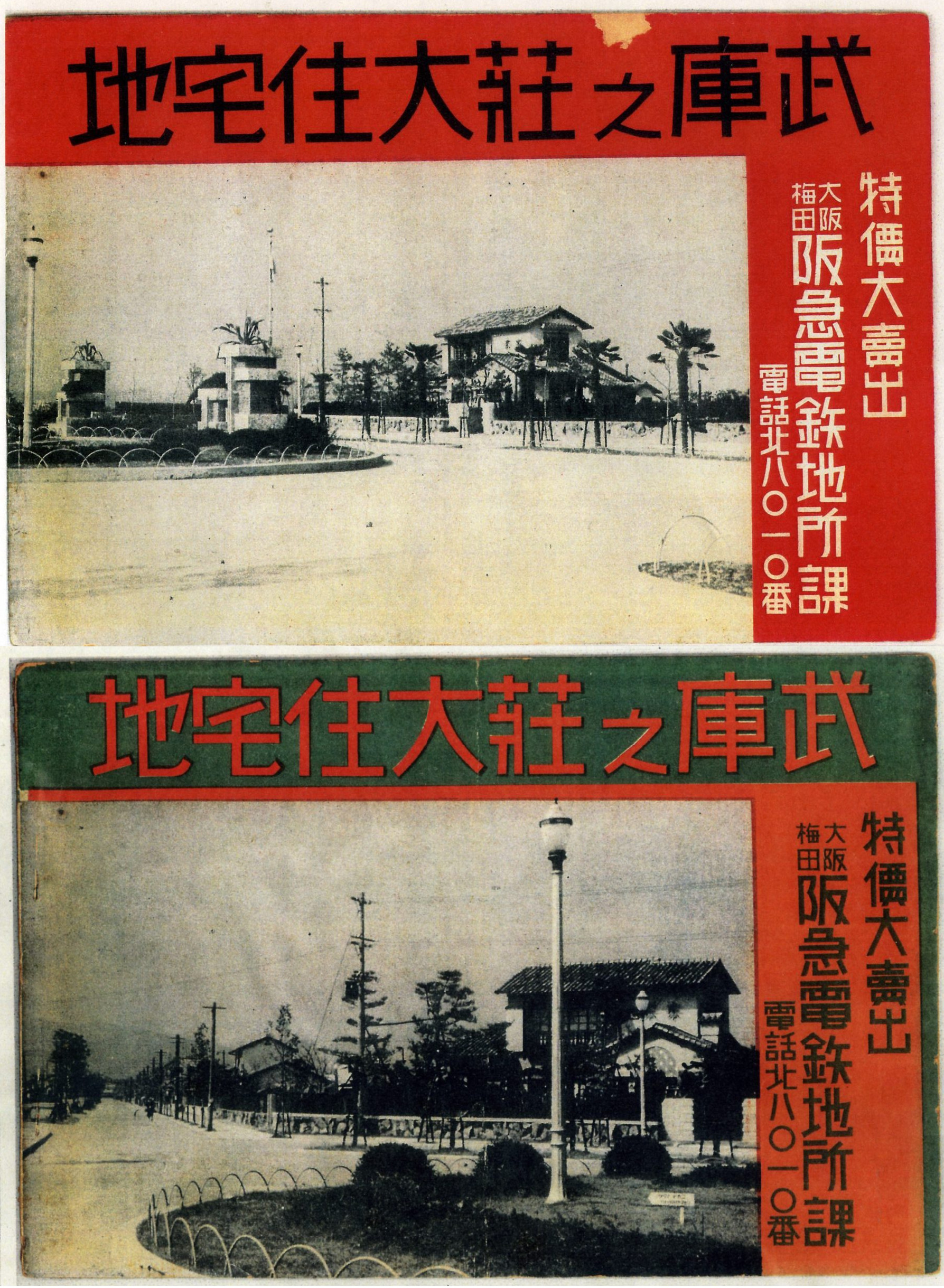
パンフレット「武庫之荘大住宅地」表紙(1937年頃)
駅前公園の構造物は現存する。

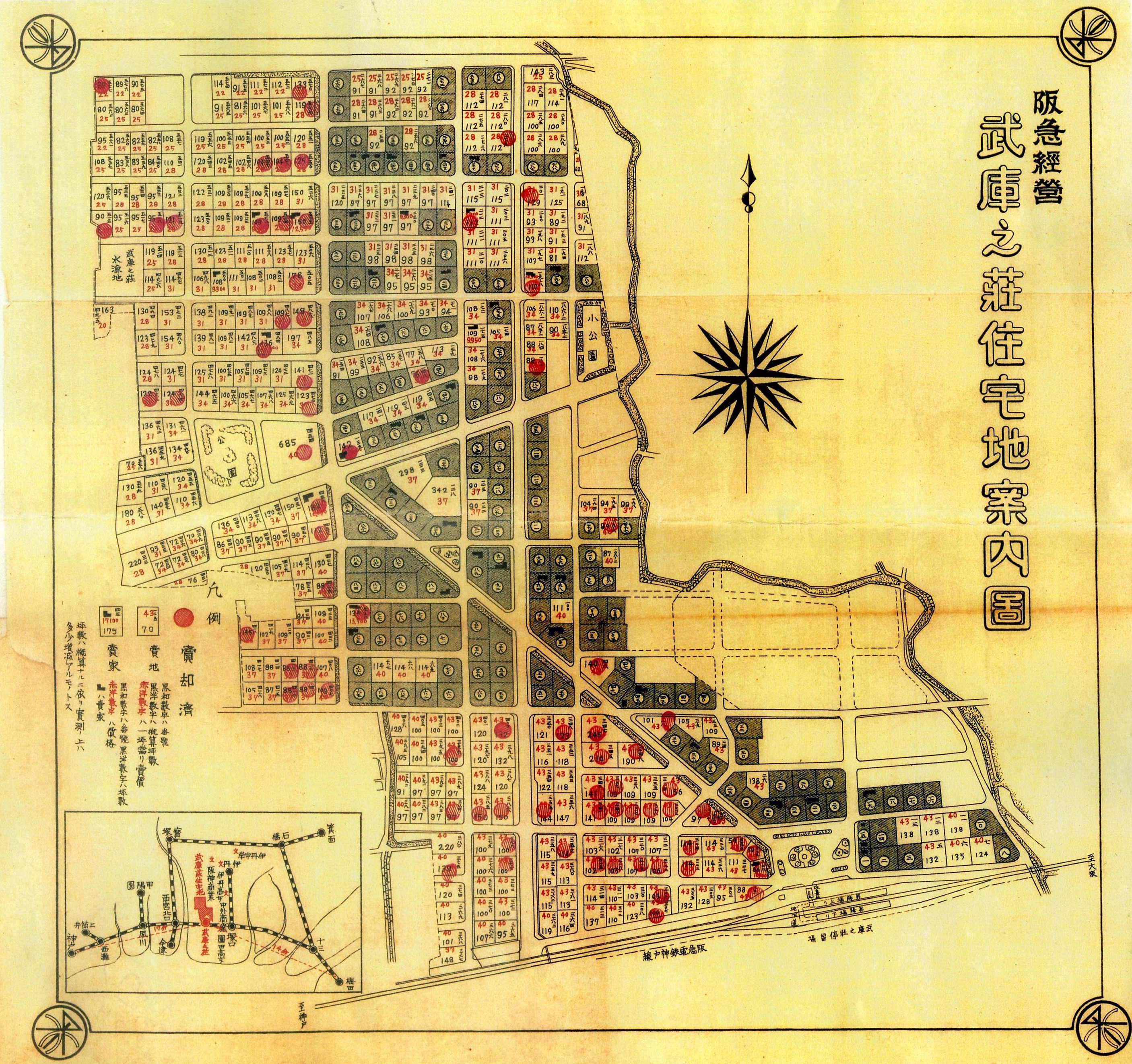
阪急経営武庫之荘住宅地案内図(1937年頃)

阪急電鉄が総面積6万坪の住宅地を売り出すために駅を設置したという経緯があり、駅周辺は阪神間モダニズムの面影を残す住宅地となっている。駅北側・駅南側ともに駅から200メートル圏内に信号機は設置されていない。駅敷地内や線路沿いには桜並木が整備されている。
阪急神戸本線で開設当初から駅前ロータリーが設けられた唯一の駅であり、駅南側の山手幹線までの並木道、六甲山系がアイストップである駅北側の水路沿いの道が、それぞれ街のメインストリートになっている。
周辺に駐輪場が十分に整備されていないこともあり、放置自転車が多い駅として調査結果が発表されている。
- 尼崎市立北図書館
- 尼崎市立立花西小学校
- 磐長姫神社
- 円受寺
- 大井戸公園
- 西武庫公園[注 2]（交通公園、桜の名所）- 北口から阪神バスで約8分「西武庫公園」下車。
- 独立行政法人高齢・障害・求職者雇用支援機構兵庫支部 - 北口から阪神バスで約10分「武庫豊町」下車。
  - 兵庫職業能力開発促進センター（ポリテクセンター兵庫）
- 尼崎市女性センター トレピエ - 南口から南へ240メートル。
- 神戸地方裁判所尼崎支部 - 南口から徒歩15分、または阪神バスで約4分「裁判所」下車。
  - 尼崎簡易裁判所
  - 神戸家庭裁判所尼崎支部
  - 神戸地方検察庁尼崎支部
  - 尼崎区検察庁
  - 西宮区検察庁
- 関西労災病院 - 南口から阪神バスで約10分「労災病院」下車。
- 休日夜間急病診療所 - 南口から南へ700メートル、または阪神バス「南武庫之荘3丁目」下車。
- 産業技術短期大学
- 尼崎市立尼崎高等学校
- 兵庫県立武庫荘総合高等学校

## バス路線
駅の南北双方にロータリーがあり、阪神バスが乗り入れる。伊丹立花線を除きすべての路線が尼崎市内線。停留所名は北口が「阪急武庫之荘（北）」、南口が「阪急武庫之荘（南）」停留所。1986年の改編まで、停留所名は北口が「武庫之荘」、南口が「武庫之荘南口」となっていた。

### 北口
| のりば | 系統・行先               | 備考                       |
| ------ | ------------------------ | -------------------------- |
| 1      | 45番：武庫営業所         | 武庫之郷経由               |
| 1      | 46番：武庫営業所         | 西武庫経由                 |
| 2      | 40番：宮ノ北団地         | 時友経由                   |
| 2      | 41番：宮ノ北団地         | 武庫小学校前経由           |
| 2      | 41-2番：宮ノ北団地       | 平日のみ運行。友行西口経由 |
| 3      | 48番：JR尼崎（南）       | 平日朝夕のみ運行           |
| 3      | 48-2番：JR尼崎（北）     | 日中のみ運行               |
| 3      | 伊丹立花線：JR立花（上） | 日中のみ運行。阪神線       |
| 3      | 伊丹立花線：金井町       | 阪神線                     |

### 南口
| のりば | 系統・行先                    | 備考                                     |
| ------ | ----------------------------- | ---------------------------------------- |
| 4      | 15番：阪神尼崎（北）          | JR立花（上）経由                         |
| 4      | 47番：武庫川                  | 朝夕のみ運行、本数僅少。尼崎西消防署経由 |
| 4      | 47-2番：武庫川                | 日中のみ運行、本数僅少。労災病院経由     |
| 4      | AD1番：尼崎ドライブスクール前 |                                          |
| 5      | 43・43-2番：阪神尼崎（北）    | JR立花（下）経由                         |
| 5      | 49番：阪神出屋敷              |                                          |
| 5      | 55番：JR尼崎（南）            |                                          |
| 6      | 43番：宮ノ北団地              |                                          |
| 6      | 43-2番：武庫営業所            | 日中のみ運行。武庫小学校前経由           |
| 6      | 47・47-2・AD1番：武庫営業所   | 西武庫経由                               |

## その他
- 優等列車の停車駅に挟まれているため、列車の通過時刻が近接しており、当駅東側に隣接する中山街道踏切など周辺の踏切はボトルネック踏切として指定されている[12]。
- 駅名標や広告の看板が障害となり、ホームから駅南側に植樹された桜並木の観桜ができないとする投書が若柳吉古錦（桂米朝 (3代目)夫人）より寄せられ、阪急側はそれに応じるかたちで小型のつり下げ看板に改めた[13]。
- 1970年代には、北改札に学生専用入口が設定され、朝ラッシュ時のみ使用されていた。通学定期券を所持する学生服着用の学生・生徒のみが利用可能だったが、定期券を自動改札機に通す手間を省けることから、学生・生徒以外の利用も多かった。不正乗車防止[注 5]のため、時々入口を開放しない日があった。専用入口はフェアライドシステム導入前の1991年まで使用された。
- 北改札側の売店（ラガールショップ）は、学生専用入口閉鎖後に移転されたもので、改札外からの購入も可能となっている。1995年、通勤急行の運行開始に先駆けて、上りホームの有効長を10両編成分に対応させるため、上りホーム西側に設置されていた地下通路に接続する階段を廃止し、売店を移転した上でかつて売店が立地した部分に新階段を設置した。
- 武庫之荘駅 - 西宮北口駅間に新駅設置計画がある[14]。線路周辺には「地域のねがい武庫川駅を」という横断幕が見られる。
- 駅西側750メートルほどの所で、兵庫県道42号尼崎宝塚線（尼宝線）が神戸本線を乗り越している[2]。もとは阪神電気鉄道が宝塚を目指し建設した宝塚尼崎電気鉄道の未成線を流用したもので、阪神バスが杭瀬駅・尼崎駅・甲子園駅 - 宝塚駅間の路線を運行している。交差地点の北側に停留所があるが、駅からは離れているにもかかわらず「武庫荘駅西口」（表記上「之」は入らない）という名称となっている。「兵庫県道42号尼崎宝塚線#概要」も参照。

## 隣の駅
阪急電鉄
■神戸本線
■特急・■通勤特急・■準特急・■急行・■準急
通過
■快速（当駅から西宮北口方の各駅に停車）
十三駅 (HK-03) - 武庫之荘駅 (HK-07) - 西宮北口駅 (HK-08)
■普通
塚口駅 (HK-06) - 武庫之荘駅 (HK-07) - 西宮北口駅 (HK-08)

### 記事本文